# Генатулин, Анатолий Юмабаевич
Анато́лий Юмаба́евич Генату́лин (баш. Талха Йомабай улы Ғиниәтуллин; 20 апреля 1925 — 7 ноября 2019) — советский и российский писатель, прозаик, башкир по национальности. Народный писатель Республики Башкортостан (2011), заслуженный работник культуры Башкирской АССР.

## Биография
Родился в деревне Уразово Тамьян-Катайского кантона Башкирской АССР (ныне в Учалинском районе Башкортостана). Рано потерял родителей и вырос сиротой. Учился в ФЗУ в Ташкенте, русскому языку начал учиться только с 16 лет. Во время Великой Отечественной войны до 1943 года работал на Урале фрезеровщиком, с 1943 года на фронте.
Три месяца учился в снайперской школе. Потом воевал под Ленинградом на Карельском перешейке. Закончил войну в 1945 году в Германии в составе гвардейской артиллерийской дивизии. Награждён орденами Отечественной войны 1-й степени, Славы 3-й степени и боевыми медалями. Был несколько раз ранен.
Анатолий Генатулин после войны сменил много профессий. Служил на Украине, а после демобилизации работал на строительстве Краснополянской ГЭС. Заочно окончил Литинститут (1966). Член Союза писателей с 1973 года. Заслуженный работник культуры Башкирской АССР (1990).
С 1955 года жил в Москве, а впоследствии на родине, в селе Уразово.
В начале 50-х под впечатлением чтения Э. М. Ремарка, Л. Н. Толстого и А. П. Чехова стал писать рассказы о войне, которые, однако, из-за открытого изображения страданий, жестокости и трагизма не принимались к публикации. Первая публикация состоялась в 1961 в журнале «Дружба народов». В 1969 издал первый сборник рассказов, но только повестью «Атака», написанной примерно за 15 лет до публикации (1982), обратил на себя внимание как значительный военный писатель. «Приверженностью к правде и реализмом его творчество близко прозе Вяч. Кондратьева и К. Воробьёва» (Вольфганг Казак).
В 2000-х годах произведения Анатолия Генатулина активно переводились на башкирский язык.
У Анатолия Генатулина есть сын Александр, внучки и внук Мария, Татьяна, Камилла и Анатолий, а также правнучка и правнук.

## Награды
- Орден Славы III степени
- Орден Отечественной войны I степени (06.04.1985)
- Медаль «За взятие Кёнигсберга»
- Медаль «За победу над Германией в Великой Отечественной войне 1941—1945 гг.»

## Премии
- журнала «Октябрь» (1987)
- журнала «Дружба народов» (2000)
- Всероссийская имени Сергея Аксакова (2008)

## Книги
- Рябиновая гора. Рассказы. М., Советский писатель, 1969
- Аю-таш. Рассказы. М., Советская Россия, 1975
- Сто шагов на войне. Повести и рассказы, М., Советский писатель, 1983
- Золотая моя колыбель. Сборник. М., Современник, 1984
- Вот кончится война. Повести, рассказы. М., «Правда», 1988
- Вот кончится война. М., Советский писатель, 1988
- Нас остаётся мало. М., Современник, 1988
- Страх. 1990
- На пороге родного дома. 1994
- Что там за холмом? Рассказы, повести. Уфа: Китап, 1997
- Вот кончится война. М., Терра — Книжный клуб, 2005
- Красная поляна. Уфа, Китап, 2008.